# نائب رئيس البرلمان الأوروبي
هناك أربعة عشر نائباً لرئيس البرلمان الأوروبي يمثلون الرئيس في الجلسات العامة للبرلمان الأوروبي.

## المهام
نواب الرئيس هم أعضاء في المكتب ويرأسون الجلسة العامة عندما لا يكون الرئيس موجوداً. يجوز للرئيس أيضًا تفويض أي واجب أو مهمة أو سلطة إلى أحد نوابه. ثلاثة نواب للرئيس يعيّنهم مؤتمر الرؤساء، يتمتعون تقليديًا بسلطة أكبر من باقي النواب.

## الانتخاب
يُنتخب نواب الرئيس بعد انتخاب الرئيس الذي يتم كل عامين ونصف.
هناك ميل إلى أن يكون هناك اتفاق لتوزيع ال14 منصب بين الكتل، [بحاجة لمصدر] وبالتالي يُنتخبون عادة دون معارضة رسمية.[محل شك] إلا أنه في عام 2009 وبالدعم الفردي من 40 نائباً نجح إدوارد ماكميلان سكوت ‏ في تحدي مايكل كامينسكي المرشح الرسمي لكتلته (المحافظون والإصلاحيون الأوروبيون). بعد أن انتخابه مما منع انتخاب كامينسكي فُصل ماكميلان سكوت من الكتلة وتولى كامينسكي المنصب باسمها.

## البرلمان التاسع

### 3 يوليو 2019 إلى 18 يناير 2022
فيما يلي نواب رئيس البرلمان الجديد، الذين ينتمون إلى ست مجموعات سياسية وعشر دول أعضاء، بالترتيب الذي اُنتخبوا فيه؛
|    | النواب                | الكتلة                                       | البلد    | عدد الأصوات   |
| -- | --------------------- | -------------------------------------------- | -------- | ------------- |
| 1  | مايريد ميغنيس         | EPP                                          | أيرلندا  | 618، الجولة 1 |
| 2  | بيدرو سيلفا بيريرا    | S&D                                          | البرتغال | 556، الجولة 1 |
| 3  | راينر فيلاند          | EPP                                          | ألمانيا  | 516، الجولة 1 |
| 4  | كاتارينا بارلي        | S&D                                          | ألمانيا  | 516، الجولة 1 |
| 5  | أوتمار كاراس          | EPP                                          | النمسا   | 477، الجولة 1 |
| 6  | إيفا كوباتش           | EPP                                          | بولندا   | 461، الجولة 1 |
| 7  | كلارا دوبريف          | S&D                                          | المجر    | 402، الجولة 1 |
| 8  | ديتا شارانزوفا        | RE                                           | التشيك   | 395، الجولة 1 |
| 9  | نكولا بير             | RE                                           | ألمانيا  | 363، الجولة 1 |
| 10 | ليفيا ياروكا          | EPP                                          | المجر    | 349، الجولة 1 |
| 11 | هيدي هاوتالا          | الخضر/EFA                                    | فنلندا   | 336، الجولة 1 |
| 12 | مارسيل كولاجا         | الخضر/EFA                                    | التشيك   | 426، الجولة 2 |
| 13 | ديميتريوس باباديموليس | اليسار المتحد الأوروبي-اليسار الأخضر النوردي | اليونان  | 401، الجولة 2 |
| 14 | فابيو ماسيمو كاستالدو | NI                                           | إيطاليا  | 285، الجولة 3 |

| التغييرات منذ الانتخابات | التغييرات منذ الانتخابات | التغييرات منذ الانتخابات | التغييرات منذ الانتخابات | التغييرات منذ الانتخابات                                                               | التغييرات منذ الانتخابات | التغييرات منذ الانتخابات | التغييرات منذ الانتخابات | التغييرات منذ الانتخابات |
| النائب المغادر           | الكتلة                   | البلد                    | التاريخ                  | السبب                                                                                  | البديل                   | اُنتخب في                 | الكتلة                   | البلد                    |
| ------------------------ | ------------------------ | ------------------------ | ------------------------ | -------------------------------------------------------------------------------------- | ------------------------ | ------------------------ | ------------------------ | ------------------------ |
| مايرد ماغينيس            | EPP                      | أيرلندا                  | أكتوبر 2020              | استقالت لتصبح المفوض الأوروبي للاستقرار المالي والخدمات المالية واتحاد أسواق رأس المال | روبرتا ميتسولا           | نوفمبر 2020              | EPP                      | مالطا                    |

### منذ 18 يناير 2022
بالترتيب الذي اُنتخبوا فيه؛
|    | النواب                | الكتلة     | البلد          | عدد الأصوات   |
| -- | --------------------- | ---------- | -------------- | ------------- |
| 1  | أوتمار كاراس          | EPP        | النمسا         | 536، الجولة 1 |
| 2  | بينا بيسيرنو          | S&D        | إيطاليا        | 527, الجولة 1 |
| 3  | بيدرو سيلفا بيريرا    | S&D        | البرتغال       | 517, الجولة 1 |
| 4  | إيفا كوباتش           | EPP        | بولندا         | 467, الجولة 1 |
| 5  | إيفا كايلي            | S&D        | اليونان        | 454, الجولة 1 |
| 6  | إيفلين ريغنر          | S&D        | النمسا         | 434, الجولة 1 |
| 7  | راينر فيلاند          | EPP        | ألمانيا        | 432, الجولة 1 |
| 8  | كاتارينا بارلي        | S&D        | ألمانيا        | 426, الجولة 1 |
| 9  | ديتا شارانزوفا        | RE         | جمهورية التشيك | 406, الجولة 1 |
| 10 | ميشال سيميتشكا        | RE         | سلوفاكيا       | 494, الجولة 2 |
| 11 | نيكولا بير (سياسية)   | RE         | ألمانيا        | 410, الجولة 2 |
| 12 | روبرتس زيله           | ECR        | لاتفيا         | 403, الجولة 2 |
| 13 | ديميتريوس باباديموليس | GUE/NGL    | اليونان        | 492, الجولة 3 |
| 14 | هيدي هاوتلا           | Greens/EFA | فنلندا         | 304, الجولة 3 |

| التغييرات منذ الانتخابات | التغييرات منذ الانتخابات | التغييرات منذ الانتخابات | التغييرات منذ الانتخابات | التغييرات منذ الانتخابات     | التغييرات منذ الانتخابات | التغييرات منذ الانتخابات | التغييرات منذ الانتخابات | التغييرات منذ الانتخابات |
| النواب                   | الكتلة                   | البلد                    | التاريخ                  | السبب                        | البديل                   | اُنتخب في                 | الكتلة                   | البلد                    |
| ------------------------ | ------------------------ | ------------------------ | ------------------------ | ---------------------------- | ------------------------ | ------------------------ | ------------------------ | ------------------------ |
| إيفا كايلي               | S&D                      | اليونان                  | ديسمبر 2022              | فُصلت من الكتلة بسبب الاعتقال | شاغر                     | ديسمبر 2022              | '                        | اليونان                  |